# Hội liên hiệp Toán học quốc tế
Hội liên hiệp Toán học Quốc tế, viết tắt  theo tiếng Anh là IMU (International Mathematical Union) là một tổ chức phi chính phủ - phi lợi nhuận quốc tế nhằm thúc đẩy việc hợp tác quốc tế trong lãnh vực nghiên cứu toán học.
Hội là thành viên liên hiệp khoa học của Hội đồng Khoa học Quốc tế (ISC), và của Hội đồng Quốc tế về Khoa học (ICSU) trước đây . Hội hỗ trợ cho Hội nghị các nhà Toán học quốc tế (International Congress of Mathematicians). Các hội viên của Hội này là các tổ chức Toán học quốc gia ở 65 nước.
Chủ tịch nhiệm kỳ 2018-2021 là  Carlos E. Kenig.

## Lịch sử
Hội nghị năm 1919 của Hội đồng Nghiên cứu Quốc tế tại Bruxelles, Bỉ đã đặt nền móng cho quyết định thành lập IMU. Đại hội toán học quốc tế năm 1920 tại Strasbourg, Pháp đã chính thức thành lập IMU ngày 20 tháng 9. Do ảnh hưởng biến động chính trị thế chiến 2, hoạt động của hội mờ nhạt dần trong giai đoạn 1931-1936, và được coi là giải thể năm 1936.
Sau chiến tranh, hoạt động của hội chỉ bắt đầu phục hồi từ năm 1949. Ngày 10 tháng 9 năm 1951, IMU được tái lập với 10 thành viên (Áo, Đan Mạch, Pháp, Đức, Anh, Hy Lạp, Ý, Nhật Bản, Hà Lan, và Na Uy), đặt trụ sở tại Viện Hàn lâm Khoa học Đan Mạch. Trong năm 1951, 5 quốc gia tiếp theo đã tham gia: Úc, Canada, Phần Lan, Peru, và Hoa Kỳ.
Đại hội toán học đầu tiên của IMU mới diễn ra tại Rome tháng 3 năm 1952. Trên thực tế, IMU tái thành lập năm 1950 theo công ước tại New York và theo luật định thì IMU chính thức tái thành lập năm 1951. 

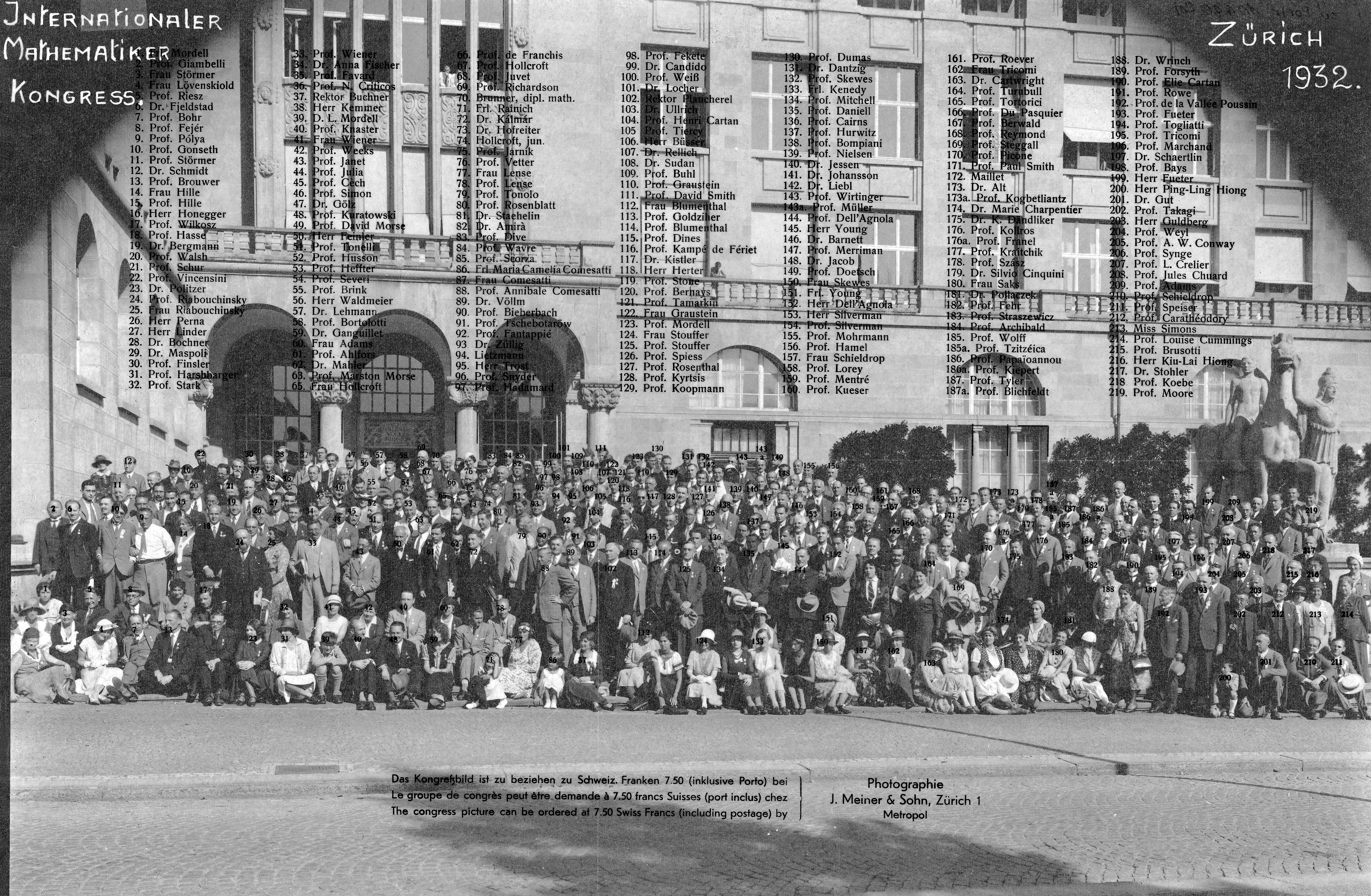
Kỳ họp 1932 tại Đức
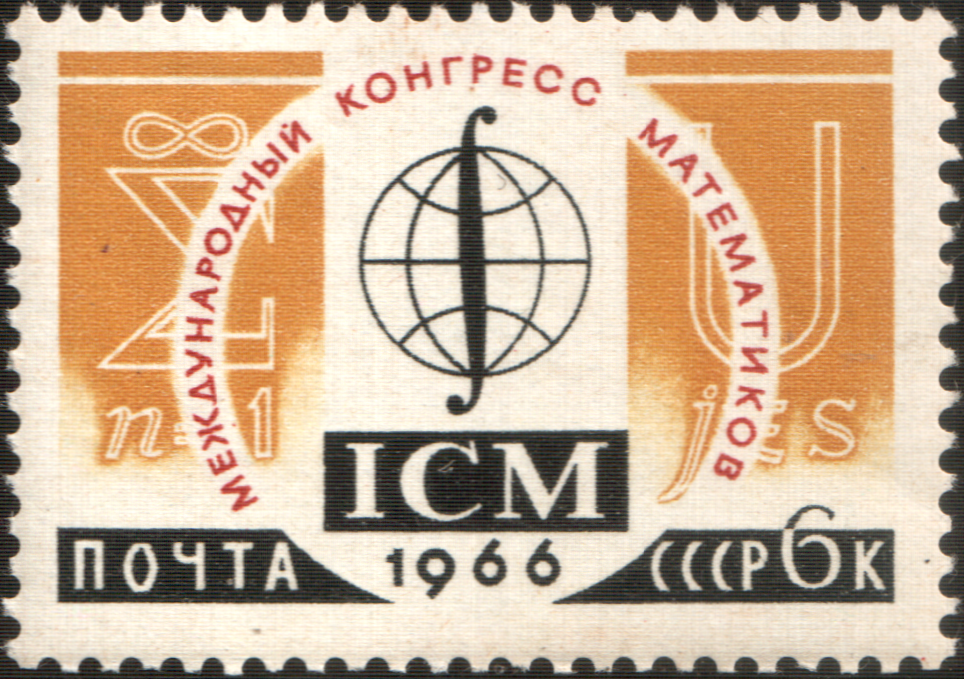
Tem kỳ họp 1966
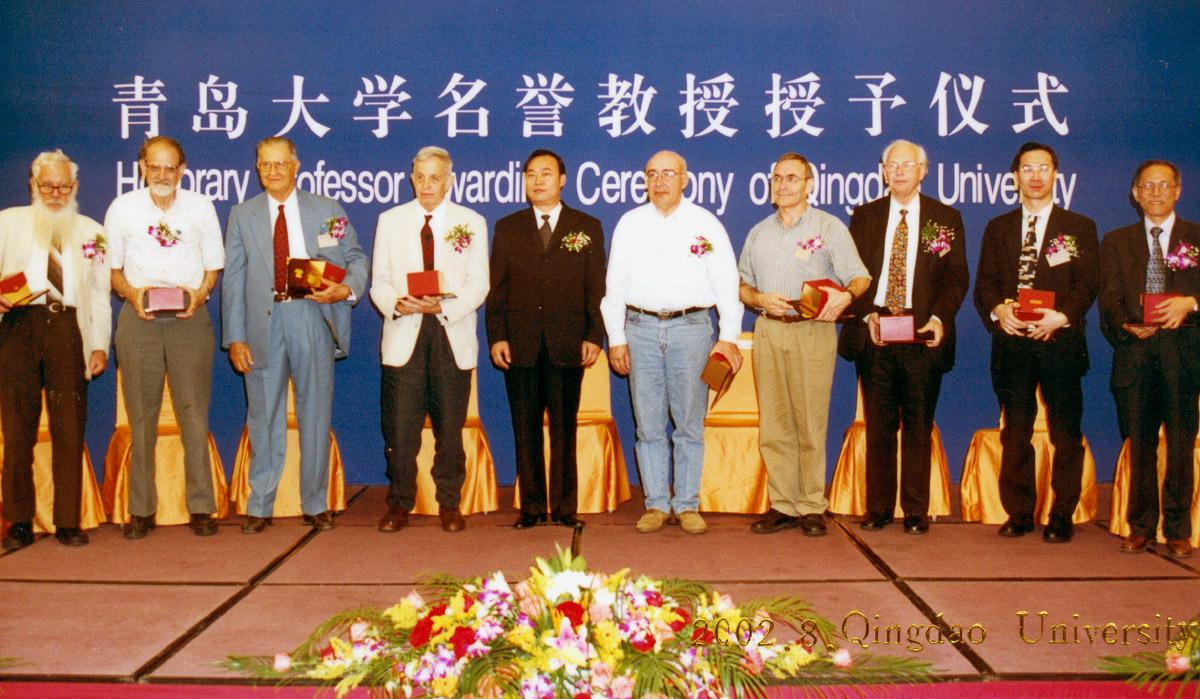
Năm 2002

## Hoạt động
Ủy ban điều hành của IMU gồm có Chủ tịch và Phó Chủ tịch, Thư ký và một số thành viên chủ yếu.
| Nr. | IMU      | Địa điểm               | Nhiệm kỳ  | Chủ tịch              |
| --- | -------- | ---------------------- | --------- | --------------------- |
| 19. | IMU 2022 | Saint Petersburg       | 2022-2026 |                       |
| 18. | IMU 2018 | São Paulo              | 2018-2021 | Carlos E. Kenig       |
| 17. | IMU 2014 | Gyeongju               | 2015-2018 | Shigefumi Mori        |
| 16. | IMU 2010 | Bangalore              | 2011-2014 | Ingrid Daubechies     |
| 15. | IMU 2006 | Santiago de Compostela | 2007-2010 | László Lovász         |
| 14. | IMU 2002 | Shanghai               | 2003-2006 | John M. Ball          |
| 13. | IMU 1998 | Dresden                | 1999-2002 | Jacob Palis           |
| 12. | IMU 1994 | Luzern                 | 1995-1998 | David Mumford         |
| 11. | IMU 1990 | Kobe                   | 1991-1994 | Jacques-Louis Lions   |
| 10. | IMU 1986 | Oakland                | 1987-1990 | Ludvig Faddeev        |
| 9.  | IMU 1982 | Warsaw                 | 1983-1986 | Jürgen Moser          |
| 8.  | IMU 1978 | Otaniemi               | 1979-1982 | Lennart Carleson      |
| 7.  | IMU 1974 | Hot Springs            | 1975-1978 | Deane Montgomery      |
| 6.  | IMU 1970 | Menton                 | 1971-1974 | K. S. Chandrasekharan |
| 5   |          |                        | 1967-1970 | Henri Cartan          |
| 4.  |          |                        | 1963-1966 | Georges de Rham       |
| 3.  |          |                        | 1959-1962 | Rolf Nevanlinna       |
| 2.  |          |                        | 1955-1958 | Heinz Hopf            |
| 1.  |          |                        | 1952-1954 | Marshall H. Stone     |

## Các giải thưởng
- Huy chương Fields: trao cho các thành tựu hiện tại và hứa hẹn trong tương lai
- Giải Nevanlinna: đặc biệt cho lĩnh vực toán tin học
- Giải Carl Friedrich Gauss: các đóng góp toán học nổi bật, tạo ra những áp dụng quan trọng ngoài ngành toán học
- Giải Chern: cho các cá nhân có thành tích xuất sắc trong lĩnh vực toán học